# Tres historias fantásticas
Tres historias fantásticas es una película en blanco y negro de Argentina dirigida por Marcos Madanes según su propio guion sobre los cuentos La red, de Silvina Ocampo, El experimento, de Santiago Dabove y El venado de las siete rosas, de Miguel Ángel Asturias que se estrenó el 1 de octubre de 1964 y que tuvo como protagonistas a Virginia Lago, Beatriz Barbieri, Homero Cárpena y Carlos Alberto Usay. El filme está compuesto por tres historias independientes y se filmó parcialmente en Santa Clara del Mar y en Humahuaca.

## Sinopsis
Episodio La red: una joven mata a una mariposa y luego ésta la hostiga, como un remordimiento, hasta ahogarla en el mar. 
Episodio El experimento:  un suicida no revive en la mesa de operaciones, no porque fallen los procedimientos científicos sino porque no quiere continuar viviendo. 
Episodio El venado de las siete rozas. Por creencias supersticiosas cuatro hermanos cortan las cabezas a cuatro vecinos para que cese el hipo de su madre; el quinto hermano enloquece, pero cura cuando matan al venado mágico en quien solía transformarse el curandero. 

## Reparto
- Virginia Lago
- Beatriz Barbieri
- Homero Cárpena
- Carlos Alberto Usay
- Armando Clavier
- Eduardo Vener
- Héctor Carrión
- David Llewellyn
- Eduardo Galán

## Comentarios
Antonio Salgado dijo en Tiempo de Cine:

” La red …. El drama de la muchacha está expresado en la realidad que la rodea y en la que a veces su pesadilla es visualizada, pero el espectador no se inquieta con ella. El escaso diálogo y el ambiente sumario dan al episodio cierto helado clima irreal. El aire de una frustrada pretensión lo envuelve.  El experimento El diálogo entre varios científicos y el monólogo de un muerto explican minuciosamente el asunto. Debió haberse subrayado como a la racionalización científica puede escapársele el secreto del corazón humano, pero esto el espectador lo entiende cerebralmente; al director se le escapa la emoción cinematográfica…. El venado de las siete rozas …. el episodio menos fantástico, pues puede entenderse como descripción de costumbres, nivel en donde tiene cierto pintoresquismo. Nada parece sobrenatural, porque los personajes conversan tanto que eluden la posibilidad del misterio, pero sin embargo hay aciertos: narración más ágil que en los episodios anteriores, exteriores funcionales, e incluso adecuado acento indígena en los personajes.

En el conjunto, ésta parece la obra de un inquieto director debutante que se propone una meta adonde su impericia le resulta difícil llegar. Hacía falta un lenguaje cinematográfico preciso y sutil, comparable a la bondad del lenguaje literario de Ocampo, Dabove y Asturias, para reeditar el logro mágico de estos..”

En nota firmada por FBF en El Cronista Comercial se opinó del filme:

”No hay comunicación con el espectador, las adaptaciones son inadecuadas y un clima pseudointelectual predomina.”

Por su parte, Manrupe y Portela escriben:

”Confusa aproximación a la narrativa fantástica con los vicios psi, típicos de aquellos tiempos .”